# Sibonelo Mngometulu
Sibonelo Mngometulu, anche nota come Inkhosikati LaMbikiza (Johannesburg, 16 giugno 1969), è la terza Inkhosikati (regina consorte) di eSwatini dal 1986, come moglie di Mswati III.

## Biografia

### Gioventù
Sibonelo è nata nel 1969 a Johannesburg, figlia di Percy Sipho e di Ntombi, massaggiatrice ed estetista. Ha due fratelli, Sibani e Sibu.
Studiò alla St Mark School di Mbabane e un suo interesse giovanile fu il calcio, quando ancora poche donne praticavano questo sport. Profondamente religiosa, ha pubblicato un album di musica gospel.
Nel 1985, a 16 anni, conobbe il principe Makhosetive partecipando alla tradizionale danza delle canne.

### Inkhosikati di eSwatini

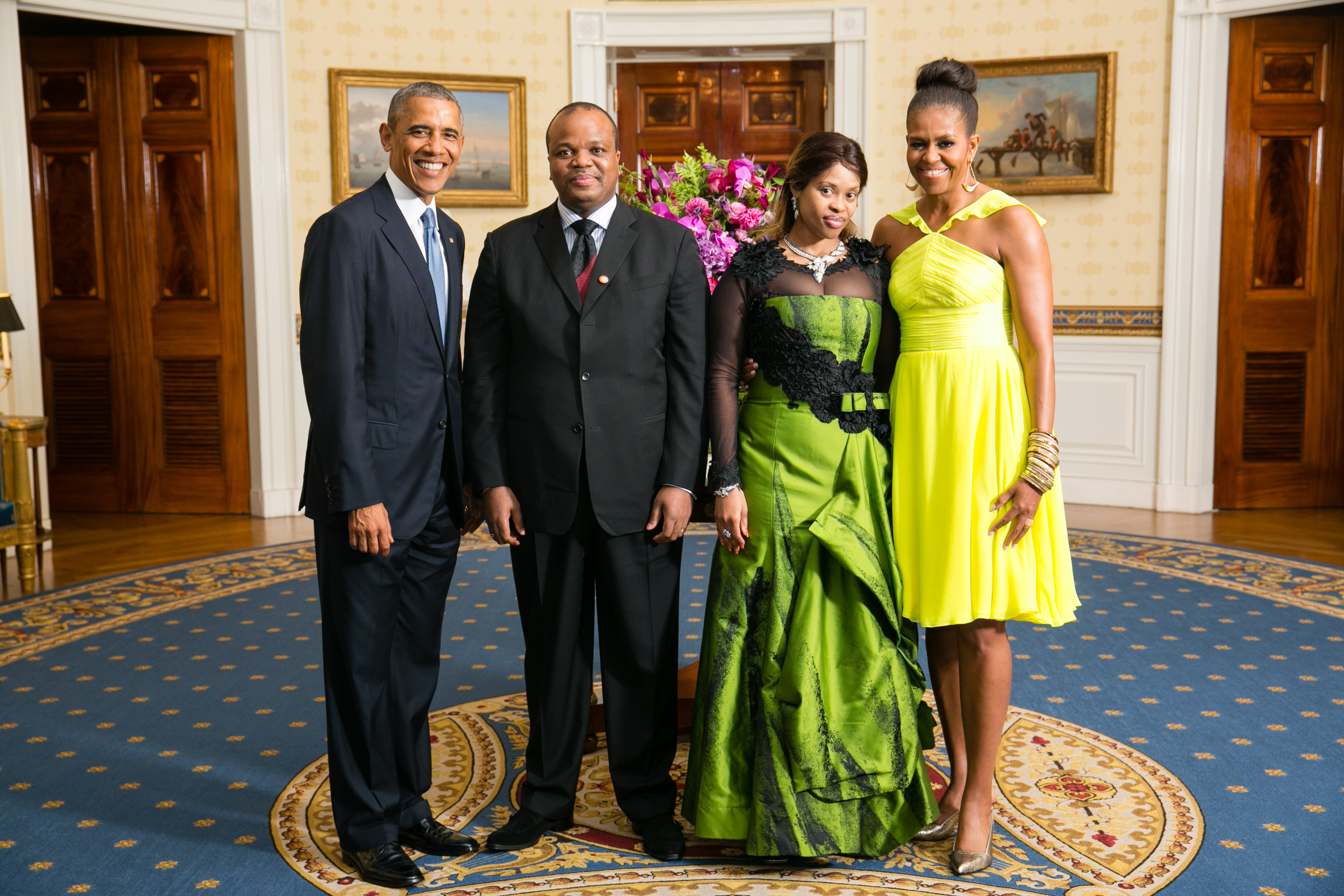
Mswati III e Sibonelo con Barack e Michelle Obama, 5 agosto 2014

Sibonelo divenne la terza moglie del futuro sovrano il 14 gennaio 1986, oltre che la prima consorte sposata senza un matrimonio combinato. Nel 1992 intraprese la sua prima iniziativa di beneficenza.
Divenne la prima regina a continuare gli studi dopo il matrimonio. Seguì infatti le orme del padre e del fratello ottenendo nel 2001 un bachelor of Laws all'Università del Sudafrica. Espresse la volontà di intraprendere la professione forense, ma alcuni membri della famiglia reale si opposero ritenendo che la presenza di una regina avvocata potesse influenzare l'imparzialità della legge.
Al fianco del marito ha rappresentato il suo paese in diversi eventi ufficiali, come il giubileo di diamante di Elisabetta II del Regno Unito (2012), lo United States-Africa Leaders Summit (2014) e l'incoronazione di Carlo III del Regno Unito (2023). Dal 2013 è la patrona onoraria della sezione swazilandese della Heal the World Foundation presso la Limkokwing University of Creative Technology. Nel 2017 si laureò nello stesso ateneo in graphic design.
È direttrice della Swazi Royal Initiative to Combat AIDS (RICA; sostenuta dalle vendite di artisti musicali swazilandesi e sudafricani) e ha fondato la Lusito Charity Organization con sede in Sudafrica, che sostiene finanziariamente le persone in difficoltà economiche. Dirige anche l'organizzazione Tisite, a sostegno degli operatori sanitari.

#### Controversie e salute
Nell'aprile 2001 Mswati III si ammalò e alcuni giornali sudafricani accusarono Sibonelo di aver collaborato con la cucina reale per avvelenarlo, forse per motivi di gelosia nei confronti di un'altra delle mogli del re, Senteni Masango. Una volta guarito, il sovrano respinse tali ipotesi, dichiarando di aver sofferto di gastroenterite a causa dello stress.
Di gastroenterite si ammalarono Sibonelo stessa e sua figlia nel gennaio 2022. Vennero ricoverate d'urgenza a Mbabane e fu avviata un'indagine per verificare che non si trattasse di avvelenamento. Mayibongwe Masangane, segretario generale della Swaziland Democratic Nurses Union (SWADNU), criticò il ricovero delle due donne in clinica, ponendo l'attenzione sulla carenza di farmaci e di attrezzature negli ospedali pubblici e accusando la famiglia reale di aver "distrutto il sistema sanitario" del paese.
Nell'agosto 2022 ha subito violenza domestica da parte del marito, dopo averlo interrogato sull'identità del padre di Phikolezwe, suo nipote in quanto figlio della principessa Sikhanyiso. Lucky Lukhele, portavoce dello Swaziland Solidarity Network (SSN), affermò di essere a conoscenza di quanto avvenuto e che la regina subì gravi lesioni dentali. Secondo il giornale Swaziland News Sibonelo lasciò il paese il 15 agosto, forse per ricevere cure in Sudafrica. Fonti interne alla famiglia reale dichiararono che la regina aveva lasciato il regno per curarsi da una malattia.

## Patrocini
- Patrona Onoraria della sezione swazilandese della Heal the World Foundation della Limkokwing University of Creative Technology (dal 2013).[12]

## Discendenza
Sibonelo Mngometulu e Mswati III di eSwatini hanno avuto due figli:
- Principessa Sikhanyiso Dlamini (1987), ha avuto un figlio;
- Principe Lindani (1989), ha avuto una figlia.

Ha anche un figlio adottivo:
- Principe Makhosini "Omari" (1991), nato da Phindiwe Rita Dlamini e posto sotto la sua tutela nel 2006.

## Titoli e trattamento
- 16 giugno 1969 - 25 aprile 1986: Sibonelo Mngometulu
- 25 aprile 1986 - attuale: Sua Altezza Reale, l'Inkhosikati LaMbikiza

## Ascendenza
|                        |     |     | Genitori |  |  | Nonni |  |  | Bisnonni |  |  | Trisnonni |  |
|                        |     |     |          |  |  |       |  |  | ...      |  |  | ...       |  |
|                        |     |     |          |  |  |       |  |  | ...      |  |  | ...       |  |
|                        |     | ... |          |  |  |       |  |  | ...      |  |  |           |  |
| ...                    |     |     |          |  |  |       |  |  | ...      |  |  |           |  |
|                        |     | ... | ...      |  |  |       |  |  |          |  |  |           |  |
|                        |     | ... | ...      |  |  |       |  |  |          |  |  |           |  |
|                        |     | ... | ...      |  |  |       |  |  |          |  |  |           |  |
| Percy Sipho Mngometulu |     | ... |          |  |  |       |  |  |          |  |  |           |  |
|                        |     | ... | ...      |  |  |       |  |  |          |  |  |           |  |
|                        |     | ... | ...      |  |  |       |  |  |          |  |  |           |  |
|                        |     | ... | ...      |  |  |       |  |  |          |  |  |           |  |
| ...                    |     | ... |          |  |  |       |  |  |          |  |  |           |  |
|                        |     | ... | ...      |  |  |       |  |  |          |  |  |           |  |
|                        |     | ... | ...      |  |  |       |  |  |          |  |  |           |  |
|                        |     | ... | ...      |  |  |       |  |  |          |  |  |           |  |
| Sibonelo Mngometulu    |     | ... |          |  |  |       |  |  |          |  |  |           |  |
|                        | ... | ... |          |  |  |       |  |  |          |  |  |           |  |
|                        | ... | ... |          |  |  |       |  |  |          |  |  |           |  |
|                        | ... | ... |          |  |  |       |  |  |          |  |  |           |  |
| ...                    | ... |     |          |  |  |       |  |  |          |  |  |           |  |
|                        |     | ... | ...      |  |  |       |  |  |          |  |  |           |  |
|                        |     | ... | ...      |  |  |       |  |  |          |  |  |           |  |
|                        |     | ... | ...      |  |  |       |  |  |          |  |  |           |  |
| Ntombi                 |     | ... |          |  |  |       |  |  |          |  |  |           |  |
|                        |     | ... | ...      |  |  |       |  |  |          |  |  |           |  |
|                        |     | ... | ...      |  |  |       |  |  |          |  |  |           |  |
|                        |     | ... | ...      |  |  |       |  |  |          |  |  |           |  |
| ...                    |     | ... |          |  |  |       |  |  |          |  |  |           |  |
|                        |     | ... | ...      |  |  |       |  |  |          |  |  |           |  |
|                        |     | ... | ...      |  |  |       |  |  |          |  |  |           |  |
|                        |     | ... | ...      |  |  |       |  |  |          |  |  |           |  |
|                        |     | ... |          |  |  |       |  |  |          |  |  |           |  |